# Nicole Diekmann

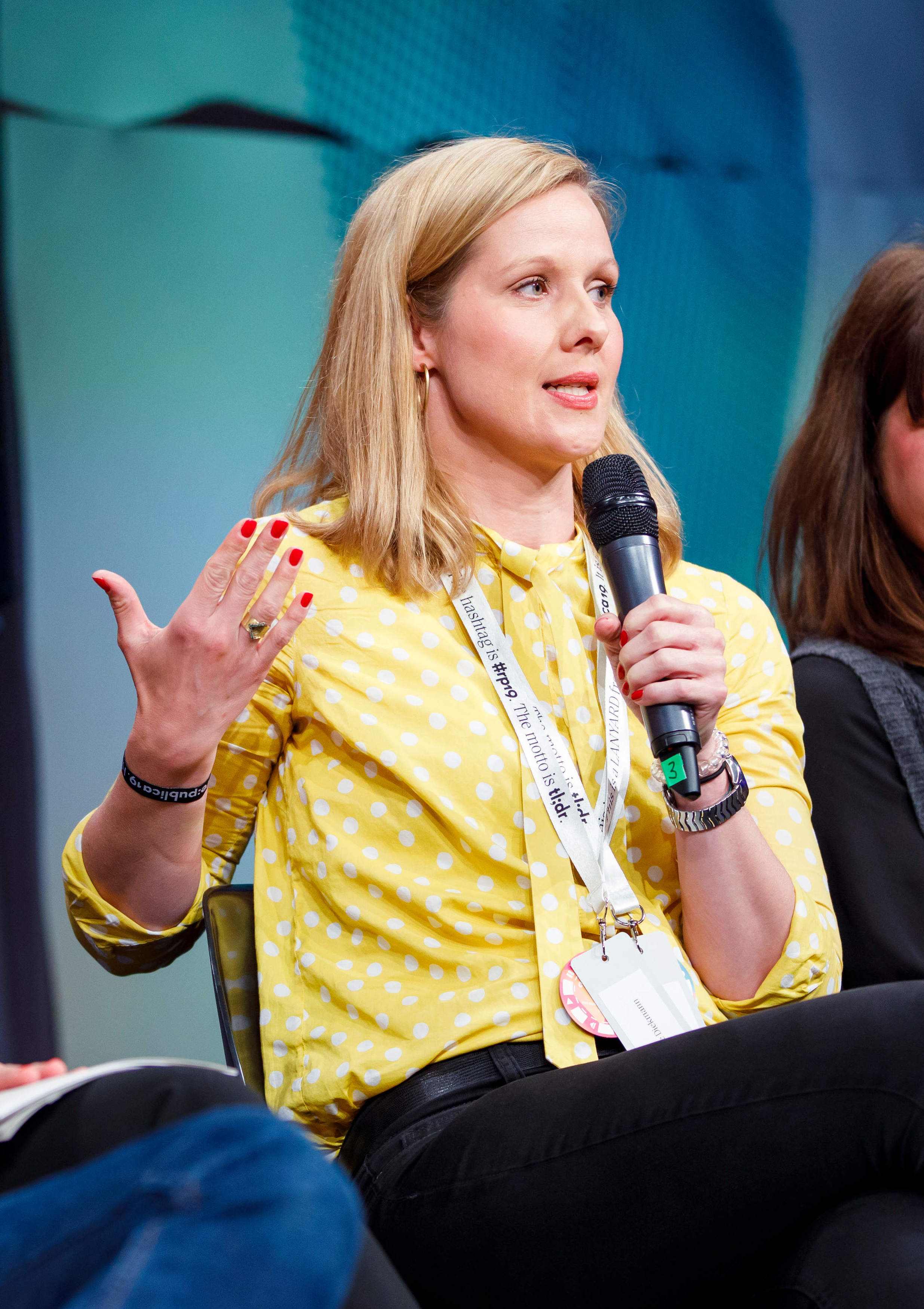
Nicole Diekmann auf der re:publica 2019

Nicole Karin Monika Diekmann (* 17. März 1978 in Gütersloh) ist eine deutsche Journalistin und Korrespondentin des ZDF.

## Werdegang
Nicole Diekmann schloss 2004 ihr seit 1997 in Münster und Hamburg  geführtes Studium der Soziologie, Politikwissenschaften und Neueren und Neuesten Geschichte als magistra artium ab. Im Anschluss absolvierte sie von 2004 bis 2005 eine Ausbildung zur Redakteurin an der Deutschen Journalistenschule in München.
Von 2002 bis 2011 war Nicole Diekmann Mitarbeiterin der ARD tagesschau.de und des ZDF-Morgenmagazins. Nicole Diekmann arbeitete von 2011 bis 2015 „als eines von drei Mitgliedern des ZDF-Reporterpools, der zuständig für Kriegs- und Krisenberichterstattung ist“ und „berichtete regelmäßig aus Israel, unter anderem aus den Gaza-Kriegen 2012 und 2014, aus der Ukraine nach der Maidan-Revolution 2014 und 2015 aus Paris nach den Anschlägen auf die Redaktion von Charlie Hebdo“. Seit 2015 ist Nicole Diekmann Korrespondentin im ZDF-Hauptstadtstudio. Von Februar bis Dezember 2024 moderierte Diekmann den Podcast Hopeful News im Podcast-Label hauseins von Katrin Rönicke und Susanne Klinger.

## Auszeichnungen
2019 wurde Nicole Diekmann mit der Joseph-Ben-Issachar-Süßkind-Oppenheimer-Medaille ausgezeichnet. Der nichtdotierte Preis wird seit 2015 gemeinsam vom Landtag von Baden-Württemberg und der Israelitischen Religionsgemeinschaft Württemberg für herausragendes Engagement gegen Minderheitenfeindlichkeit und Vorurteile in Wissenschaft und Publizistik verliehen.

## Schriften
- Die Shitstorm-Republik. Wie Hass im Netz entsteht und was wir dagegen tun können. KiWi-Taschenbuch, Köln 2021, ISBN 978-3-462-00080-1.[5]